# Prejmer
Prejmer é uma comuna romena localizada no distrito de Brașov, na região histórica da Transilvânia. A comuna possui uma área de 60.48 km² e sua população era de 8876 habitantes segundo o censo de 2004.
Localiza-se a 16 quilómetros a nordeste de Brașov.

## Património
- Igreja Fortificada (século XIII) - é uma das 7 igrejas saxónicas fortificadas classificadas pela UNESCO como Património Mundial.